# 요니 레스카노

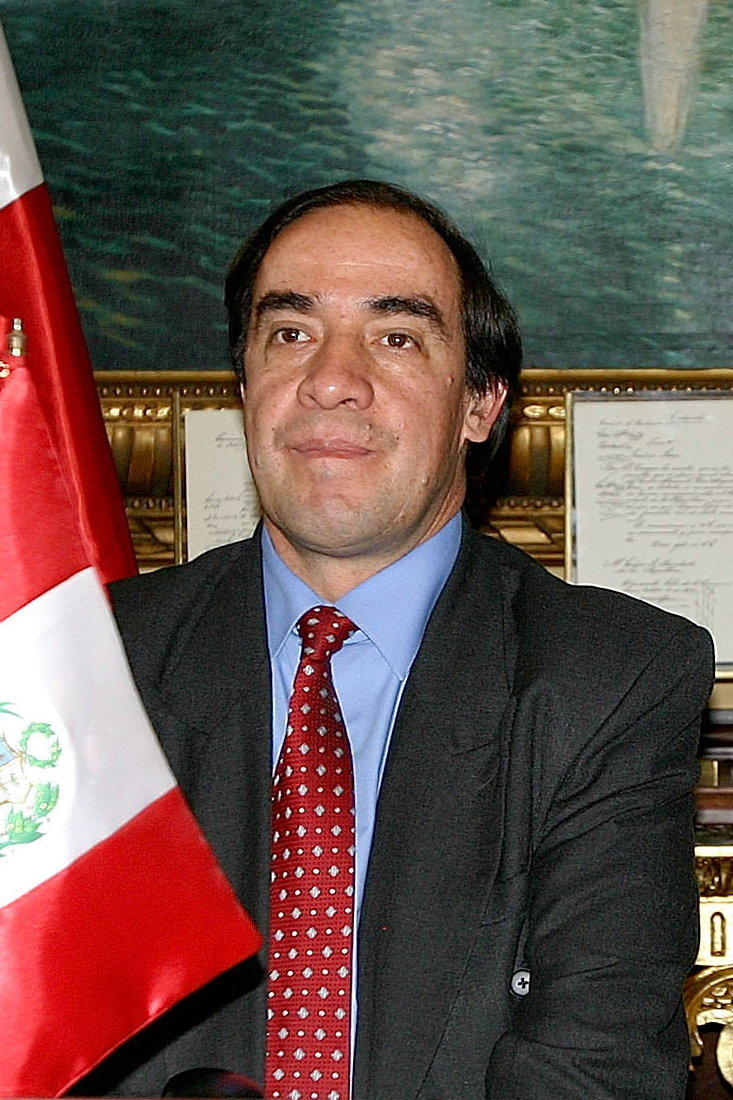

요니 레스카노 안시에타(스페인어: Yonhy Lescano Ancieta, 1959년 2월 15일 ~ )는 페루의 법조인, 정치인으로 당적은 인민행동당이다. 2001년 국회의원에 당선된 이후 2019년 마르틴 비스카라 대통령이 국회 해산을 할 때까지 직을 유지했다. 2009년부터 2011년까지 인민행동당의 전국사무총장을 지냈다. 2021년 대선에 출마했으나, 18명이 출마한 파편화된 선거에서 5위로 낙선했다.

## 역대 선거 결과
| 선거명      | 직책명        | 대수 | 정당       | 1차 득표율 | 1차 득표수  | 2차 득표율 | 2차 득표수 | 결과 | 당락 |
| ----------- | ------------- | ---- | ---------- | ---------- | ----------- | ---------- | ---------- | ---- | ---- |
| 2021년 선거 | 페루의 대통령 | 63대 | 인민행동당 | 9.07%      | 1,306,288표 |            |            | 5위  | 낙선 |